# Toshinari Shōji
Toshinari Shōji, também conhecido como Toshishige Shōji (東海林 俊成, Shōji Toshinari/Toshishige, 27 de outubro de 1890 - 10 de dezembro de 1974) foi um general japonês e membro do Exército Imperial durante a campanha do Pacifico na Segunda Guerra Mundial.